# Caranx latus
Carangue gros-yeux, Carangue mayole
Espèce
Statut de conservation UICN

 LC  : Préoccupation mineure
Caranx latus, communément nommé Carangue gros-yeux ou Carangue mayole, est une espèce de poissons de la famille des carangidés.
La Carangue gros-yeux est présente dans les eaux tropicales de la partie occidentale de l'Océan Atlantique (des côtes de l'état du New Jersey au Brésil englobant au passage l'archipel des Bermudes) ainsi que dans la partie orientale de l'Océan Atlantique.
Sa taille maximale est de 101 cm mais la taille moyenne couramment observée est de 60 cm, la maturité sexuelle est atteinte à la taille de 37 cm.